# Тихоненкова, Раиса Петровна
Раиса Петровна Тихоненкова (1928 — ?) — советский геохимик, лауреат Государственной премии СССР (1970).

## Биография
Родилась 29 марта 1928 года.
Окончила геологический факультет МГУ (1951) и его аспирантуру (1954), работала там же ассистентом кафедры петрографии. В 1956 г. защитила кандидатскую диссертацию на тему «Породы Таловских гор и роль явлений гибридизма в их формировании».
С 1958 году работала в Институте минералогии, геохимии и кристаллохимии редких элементов АН СССР (ИМГРЭ), с 1962 года старший научный сотрудник.
Публикации:
- Петрология калиевых щелочных пород [Текст] : На примере Сыннырского щелочного массива в Бурят. АССР / Р. П. Тихоненкова, И. А. Нечаева, Е. Д. Осокин ; АН СССР. М-во геологии СССР. Ин-т минералогии, геохимии и кристаллохимии редких элементов. — Москва : Наука, 1971. — 219 с., 1 л. схем., 1 отд. л. табл. : ил.; 26 см.

## Звания и награды
Государственная премия СССР 1970 года — за 3-томную монографию «Геохимия, минералогия и генетические типы месторождений редких металлов».

## Семья
Муж — Тихоненков, Игорь Петрович (1927—1961), минералог.